# 高禋
高禋（1421年—？），字惟寅，直隸松江府華亭縣人，民籍，明朝政治人物。

## 生平
正統九年（1444年）甲子科應天鄉試第二十五名舉人，景泰二年（1451年）中式辛未科會試第一百四十一名，三甲第二十名進士。

## 家族
曾祖高德初，猗氏縣知縣；祖父高景聲，黎平府儒學教授；父高思成。